# Carlos Gallardo
Pour les articles homonymes, voir Gallardo.
Carlos Eduardo Gallardo Nájera (né le 8 avril 1984 à Guatemala) est un footballeur international guatémaltèque jouant au poste de défenseur au CSD Municipal.

## Biographie

### En club
Il a joué durant toute sa carrière au Guatemala, au CSD Comunicaciones (à deux reprises, 2005-2006 et 2008-2011) puis dans les clubs de CD Jalapa (2006-2008) et CD Marquense (2008-2011). Il joue actuellement au Deportivo Malacateco depuis juillet 2013.

### En sélection
Gallardo connut sa première cape en sélection, le 23 avril 2008, face à Haïti en match amical. Il a participé à la Gold Cup 2011 où il atteint les quarts de finale. À ce jour il a disputé 43 matches en sélection nationale et a marqué 3 buts.

#### Buts en sélection
| Buts en sélection de Carlos Gallardo | Buts en sélection de Carlos Gallardo | Buts en sélection de Carlos Gallardo                       | Buts en sélection de Carlos Gallardo | Buts en sélection de Carlos Gallardo | Buts en sélection de Carlos Gallardo | Buts en sélection de Carlos Gallardo |
|                                      | Date                                 | Lieu                                                       | Adversaire                           | Score                                | Résultat                             | Compétition                          |
| ------------------------------------ | ------------------------------------ | ---------------------------------------------------------- | ------------------------------------ | ------------------------------------ | ------------------------------------ | ------------------------------------ |
| 1.                                   | 6 septembre 2008                     | Hasely Crawford Stadium, Port of Spain (Trinité-et-Tobago) | Trinité-et-Tobago                    | 1-1                                  | 1-1                                  | QCM 2010                             |
| 2.                                   | 13 juin 2011                         | Red Bull Arena, Harrison (États-Unis)                      | Grenade                              | 4-0                                  | 4-0                                  | Gold Cup 2011                        |
| 3.                                   | 11 octobre 2011                      | Estadio Mateo Flores, Guatemala (Guatemala)                | Belize                               | 1-0                                  | 3-1                                  | QCM 2014                             |